# SunnydayOrange'
SunnydayOrange' （サニーデイオレンジ）は、日本のバンド。
2001年、オオヌキタケシと西沢文孝の二人でSunnydayOrangeを結成し、音楽制作とライブ活動を開始。2003年7月、きりばやしひろきが加入し、バンド名に「'（ダッシュ）」が付く。2008年12月、きりばやしひろきが脱退。
「360°センターステージ」による独特のライブパフォーマンスを行なっている。

## メンバー
- オオヌキタケシ - ボーカル、ベース

### 旧メンバー
- 西沢文孝 - ボーカル、ギター
- きりばやしひろき - ボーカル、ドラム、ピアノ、ギター
- 宇野振一 - ボーカル、ギター

## 作品

### ミニアルバム
- 「僕には君が見えるもの」（2002年1月23日）

Sunnyday Orange時代のインディーズ作品。

### アルバム
- 「SUNNYDAY ORANGE'」（2004年3月15日）

23曲からなる2枚組アルバム。オリゾンテレコード第1弾。
- 「オールスターキャスト」 （2007年5月10日）

スリーピースサウンドにこだわったセカンドアルバム。

## ライブ

### ワンマンライブ
- 「360°センターステージ 音の実験室」

ライブハウスのホール中央（本来は客席）に組まれた円形の特設ステージに演者は向かい合って演奏し、観客はステージを取り囲む位置で鑑賞する。通常のステージではなかなか見られない、ドラム演奏中の手足の複雑な動きや、ギターやベースのフットスイッチ操作などが観察できる。最近は擂り鉢状の観客席を持つ、渋谷のライブハウス「Club Asia P」で行うことが多い。
「オーバーダビングパフォーマンス」－マルチトラックレコーダー＆ループを使用したパフォーマンス。ドラム、タンバリン、観客の手拍子などのリズムをその場で録音し、ループで流しながら演奏するもの。

### 主催イベント
- 「360°circle/line」

360°センターステージを対バン形式で行うライブ。
- 「360°hollow/line」

「360°circle/line」のアコースティック版。ステージの周りにゴザが敷かれ、観客は座布団に座って鑑賞する。
※過去のライブ履歴はSunnyday Orange' official websiteに詳しく記されている。